# Cristina Cifuentes
María Cristina Cifuentes Cuencas (Madrid, 1º luglio 1964) è una politica e avvocato spagnola.
È stata presidente della comunità autonoma di Madrid dal 2015 al 2018.

## Biografia
María Cristina Cifuentes Cuencas è nata il 1º luglio 1964 a Madrid ed è laureata in diritto e funzionaria presso l’Università Complutense di Madrid.
Cifuentes nel 1991 fu eletta deputata dell’Assemblea della Comunità di Madrid, carica che ha svolto dalla III alla X legislatura del parlamento autonomo, fino al 2012. Quell'anno fu nominata dal governo Rajoy, Delegata del governo nella Comunità autonoma di Madrialfino al 2015.
Nel 2015 fu eletta presidente della comunità autonoma di Madrid.
Fu anche presidente del Partito Popolare della comunità di Madrid dal 2017 al 2018.
Il 21 marzo 2018, Cifuentes è stata accusata di aver ottenuto in modo fraudolento nel 2011-2012 il suo Master presso la King Juan Carlos University. Il 5 aprile 2018 è comparsa davanti all'Assemblea per fornire spiegazioni)  ed è stata avviata un'indagine giudiziaria sul caso. Il 25 aprile 2018, Cifuentes ha rassegnato le dimissioni da presidente della Comunità di Madrid, dopo la pubblicazione di un video del 2011 che la mostrava in una stanza di sicurezza di un supermercato per taccheggio (merce del valore di € 40), con Ángel Garrido che le succedeva come presidente ad interim della comunità.
Il 27 aprile 2018 ha rassegnato le dimissioni dalla presidenza del Partito popolare della Comunità di Madrid in una lettera a María Dolores de Cospedal  affermando di essere vittima di una "campagna di molestie e demolizioni". L'8 maggio 2018, Cifuentes si è dimessa dal suo seggio all'Assemblea di Madrid e ha annunciato il suo ritiro dalla politica.
Nell'autunno del 2018, Cifuentes si è trasferita a Parigi per vivere con sua figlia dopo aver accettato da un amico un'offerta di lavoro come organizzatrice di eventi presso una società di risorse umane, formazione e comunicazione.

## Vita privata
È sposata con Francisco Javier Aguilar Viyuela e ha due figli: Cristina e Javier.